# Крейтан, Георгий Владимирович
Георгий Владимирович Крейтан (настоящая фамилия — Попов, 1900—1951) — грузинский советский поэт и редактор. Один из зачинателей pусской поэзии в Гpузии.

## Биография
Крейтан — фамилия первого мужа его матери (отцовскую фамилию — Попов — он носить не мог, поскольку родители не были обвенчаны).
Жил в Грузии почти безвыездно, затем, в 1914—1915 годах — в Петрограде, увлекался акмеизмом.
С 1925 года на пропагандистской работе, редактор отдела партийной жизни в газете «Заря Востока», при газете организовал кружок молодых литераторов. Стихи Крейтана разбирал В. Маяковский.
В 1945 году был переведён во Фрунзе, а оттуда в недавно захваченный Кёнигсберг, где ему пришлось с нуля создавать «Калининградскую правду». Там он проработал до 1947 года и вернулся в Тбилиси.
С 1947 года был руководителем литературного кружка при тбилисском отделении Союза советских писателей. На консультации для молодых поэтов, проводившиеся Г. Крейтаном, приходил читать свои стихи Булат Окуджава.

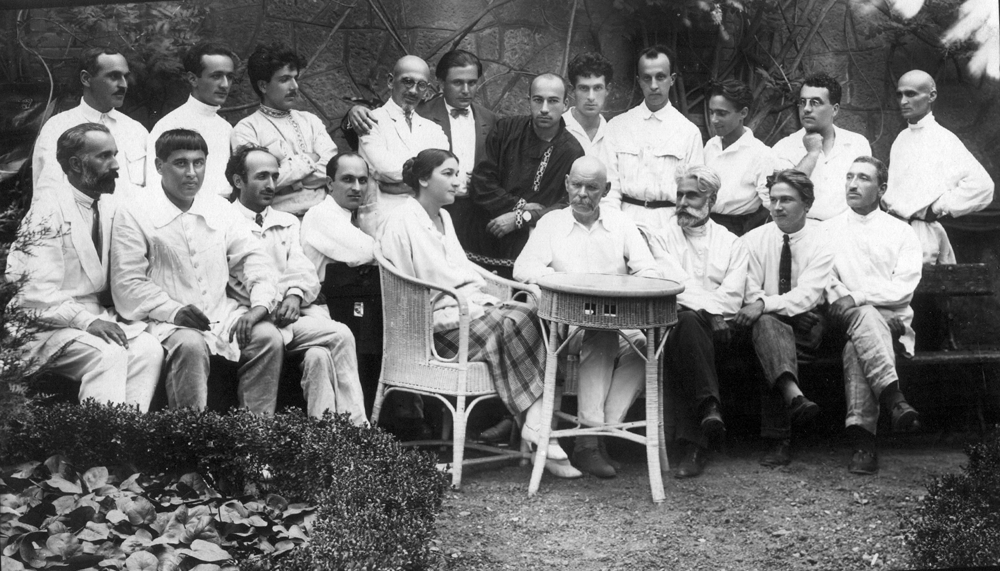
Максим Горький в гостях у грузинских писателей в саду Дворца писателей Грузии. 24 июля 1928 года. Крейтан — во втором ряду второй справа

## Творчество
Будет Гитлеру крышка. 1942
Земные звезды. Третья книга стихов. Заккнига, 1931.
Маршрут жизни. Тифлис: Заря Востока, 1926.